# Заслуженный штурман СССР
Заслуженный штурман СССР — почётное звание, присваиваемое лётному составу гражданской авиации СССР, имеющему квалификацию штурмана 1 класса, за особые заслуги в освоении современной авиационной техники, применение наиболее совершенных методов самолётовождения, высокие показатели в воспитании и обучении лётных кадров, многолетнюю безаварийную лётную работу и за выдающиеся достижения по применению авиации в народном хозяйстве страны.
Присваивалось Президиумом Верховного Совета СССР по представлению Министра гражданской авиации СССР. Лицам, удостоенным звания «Заслуженный штурман СССР», вручалась грамота Президиума Верховного Совета СССР и нагрудный знак установленного образца, носимый на правой стороне груди, над орденами СССР (при их наличии).
Лишение почётного звания «Заслуженный штурман СССР» могло быть произведено только Президиумом Верховного Совета СССР по представлению суда или Министра гражданской авиации СССР.

## Первые кавалеры
Первыми кавалерами почётного звания «Заслуженный штурман СССР» 16 августа 1966 года стали 5 человек:
- Аруцян, Оганес Михайлович (р. 1925) (вручён знак № 1)
- Кириллов, Евдоким Матвеевич (1918— ? )
- Костенко, Николай Фёдорович (1919—1980)
- Нагорнов, Сергей Иванович (1920—1981)
- Степаненко, Алексей Данилович (р. 1922)

## История
- Установлено Указом Президиума Верховного Совета СССР от 30 сентября 1965 года;
- Упразднено Указом Президиума Верховного Совета СССР от 22 августа 1988 года;
- Всего почётного звания были удостоены 143 человека.
- 20 декабря 1995 года Указом Президента Российской Федерации установлено почётное звание Заслуженный штурман Российской Федерации